# عبدالرضا شیخ‌الاسلامی
عبدالرضا شیخ‌الاسلامی (زادهٔ ۱۳۴۶) سیاستمدار ایرانی و اولین وزیر تعاون، کار و رفاه اجتماعی ایران بود که از سال ۱۳۸۸ تا ۱۳۹۱ در دولت دوم محمود احمدی‌نژاد این پست ماند و در نهایت با استیضاح نمایندگان مجلس برکنار شد. وی هم‌اکنون رئیس دفتر محمود احمدی‌نژاد رئیس‌جمهور پیشین ایران است.

## زندگی
شیخ‌الاسلامی در سال ۱۳۴۶ در نوشهر به دنیا آمد. او دارای دکترای مهندسی عمران از دانشگاه علم و صنعت و عضو هیئت علمی دانشکده مهندسی عمران این دانشگاه است.

## انتصاب به‌عنوان وزیر رفاه، کار و امور اجتماعی
در روز سه‌شنبه ۱۵ مرداد ۱۳۸۸، با ارائهٔ پیشنهاد وزارت او توسط محمود احمدی‌نژاد به مجلس شورای اسلامی، این پیشنهاد به رأی گذاشته شد و از مجموع ۲۸۶ رأی گرفته شده، با ۱۹۳ رأی موافق، ۳۰ رأی ممتنع، ۶۳ رأی مخالف موفق به کسب رأی اعتماد از مجلس وزیر کار و امور اجتماعی شد.

## استیضاح توسط نمایندگان مجلس نهم شورای اسلامی
نمایندگان مجلس شورای اسلامی در روز ۱۵ بهمن ۱۳۹۱ در جلسه‌ای علنی با ۱۹۲ رأی موافق، شیخ‌الاسلامی را از سمت وزارت رفاه، کار و امور اجتماعی برکنار (استیضاح) کردند.
علت استیضاح شیخ الاسلامی نصب سعید مرتضوی به‌عنوان مسئول سازمان تأمین اجتماعی و پافشاری وی بر عدم برکناری مرتضوی از این سمت بود، زیرا سعید مرتضوی در چندین مورد مکرر، متهم و به عنوان فردی بی کفایت مورد انتقاد مسئولین نظام قرار گرفته است. با وجود برکناری شیخ‌الاسلامی از سمتش، علت این استیضاح که همانا شخص مرتضوی بود، در سمتش باقی ماند و جایگزینی برای وی معرفی نشد تا در ماه‌های بعد در رای‌گیری درون سازمانی برکنار شود.
در سال ۱۳۹۲، اسنادی مبنی بر دریافت کارت هدیه از آقای مرتضوی نیز منتشر شد که واکنشهای بسیاری در پی داشت. آقای شیخ الاسلامی ضمن تأیید این مسئله، ادعا کردند که این مبلغ را برای اهداء به افراد نیازمند دریافت کرده‌اند و نه برای مصارف شخصی.